# Ligue européenne masculine de handball
La Ligue européenne (anglais : EHF European League), appelée coupe de l'IHF jusqu'en 1993 puis Coupe de l'EHF jusqu'en 2020, est une compétition de handball créée en 1981 et organisée par la Fédération européenne de handball (EHF). Depuis la disparition de la Coupe des vainqueurs de coupe en 2012, il s'agit de la seconde coupe d'Europe par ordre d'importance après la Ligue des champions.
La compétition est dominée par l'Allemagne qui a remporté en 2025 son 28e titre en 44 éditions.

## Historique

Logo jusqu'en 2020

Trois périodes permettent de résumer l'histoire de la compétition :
- de 1982 à 1992, seuls les clubs Ouest-Allemands résistent face au bloc de l'Est,
- la période de 1992 à 1996 constitue l'intermède espagnol avec quatre victoires en quatre saisons,
- depuis 1997, les clubs allemands dominent nettement la compétition, avec en 2025 une 24e victoire lors des 28 dernières éditions.

## Palmarès
| Année                                         | Lieu de la finale                                                   | Vainqueur                                                           | Finaliste                                                           | Score(s)                                                            | Scores cumulés                                                      |
| Coupe de l'IHF                                | Coupe de l'IHF                                                      | Coupe de l'IHF                                                      | Coupe de l'IHF                                                      | Coupe de l'IHF                                                      | Coupe de l'IHF                                                      |
| --------------------------------------------- | ------------------------------------------------------------------- | ------------------------------------------------------------------- | ------------------------------------------------------------------- | ------------------------------------------------------------------- | ------------------------------------------------------------------- |
| 1981-1982                                     | Dortmund                                                            | VfL Gummersbach                                                     | RK Željezničar Sarajevo                                             | 23 – 14                                                             |                                                                     |
| 1982-1983                                     | Finale en aller/retour                                              | ZTR Zaporijjia                                                      | IFK Karlskrona                                                      | 23 – 16, 22 – 20                                                    | 45 – 36                                                             |
| 1983-1984                                     | Finale en aller/retour                                              | TV Großwallstadt                                                    | Gladsaxe HG Copenhague                                              | 16 – 15, 20 – 19                                                    | 36 – 34                                                             |
| 1984-1985                                     | Finale en aller/retour                                              | HC Minaur Baia Mare                                                 | ZTR Zaporijjia                                                      | 22 – 17, 14 – 18                                                    | 36 – 35                                                             |
| 1985-1986                                     | Finale en aller/retour                                              | Raba Vasas ETO Győr                                                 | Tecnisa Alicante                                                    | 23 – 17, 20 – 24                                                    | 43 – 41                                                             |
| 1986-1987                                     | Finale en aller/retour                                              | Granitas Kaunas                                                     | Atlético de Madrid                                                  | 23 – 23, 18 – 18                                                    | 41E – 41                                                            |
| 1987-1988                                     | Finale en aller/retour                                              | HC Minaur Baia Mare (2)                                             | Granitas Kaunas                                                     | 20 – 21, 23 – 20                                                    | 43 – 41                                                             |
| 1988-1989                                     | Finale en aller/retour                                              | TuRU Düsseldorf                                                     | ASKV Francfort/Oder                                                 | 17 – 12, 15 – 18                                                    | 32 – 30                                                             |
| 1989-1990                                     | Finale en aller/retour                                              | SKIF Krasnodar                                                      | RK Proleter Zrenjanin                                               | 15 – 18, 29 – 13                                                    | 44 – 31                                                             |
| 1990-1991                                     | Finale en aller/retour                                              | Borac Banja Luka                                                    | CSKA Moscou                                                         | 20 – 15, 23 – 24                                                    | 43 – 39                                                             |
| 1991-1992                                     | Finale en aller/retour                                              | SG Wallau-Massenheim                                                | SKA Minsk                                                           | 23 – 25, 22 – 20                                                    | 45E – 45                                                            |
| 1992-1993                                     | Finale en aller/retour                                              | GD Teka Santander                                                   | TSV Bayer Dormagen                                                  | 20 – 24, 26 – 20                                                    | 46 – 44                                                             |
| Coupe de l'EHF                                |                                                                     |                                                                     |                                                                     |                                                                     |                                                                     |
| 1993-1994                                     | Finale en aller/retour                                              | CBM Alzira Avidesa                                                  | ASKÖ Linde Linz                                                     | 23 – 19, 21 – 22                                                    | 44 – 41                                                             |
| 1994-1995                                     | Finale en aller/retour                                              | BM Granollers                                                       | Polyot Tcheliabinsk                                                 | 26 – 24, 23 – 21                                                    | 49 – 45                                                             |
| 1995-1996                                     | Finale en aller/retour                                              | BM Granollers (2)                                                   | Chakhtar Donetsk                                                    | 28 – 18, 28 – 27                                                    | 56 – 45                                                             |
| 1996-1997                                     | Finale en aller/retour                                              | SG Flensburg-Handewitt                                              | Virum-Sorgenfri HK                                                  | 22 – 25, 30 – 17                                                    | 52 – 42                                                             |
| 1997-1998                                     | Finale en aller/retour                                              | THW Kiel                                                            | SG Flensburg-Handewitt                                              | 23 – 25, 26 – 21                                                    | 49 – 46                                                             |
| 1998-1999                                     | Finale en aller/retour                                              | SC Magdebourg                                                       | BM Valladolid                                                       | 22 – 30, 31 – 22                                                    | 53 – 52                                                             |
| 1999-2000                                     | Finale en aller/retour                                              | RK Metković Jambo                                                   | SG Flensburg-Handewitt                                              | 24 – 22, 23 – 25                                                    | 47E – 47                                                            |
| 2000-2001                                     | Finale en aller/retour                                              | SC Magdebourg (2)                                                   | RK Metković Jambo                                                   | 27 – 27, 26 – 22                                                    | 53 – 49                                                             |
| 2001-2002                                     | Finale en aller/retour                                              | THW Kiel (2)                                                        | FC Barcelone                                                        | 36 – 29, 24 – 28                                                    | 60 – 57                                                             |
| 2002-2003                                     | Finale en aller/retour                                              | FC Barcelone                                                        | Dinamo Astrakhan                                                    | 35 – 23, 33 – 26                                                    | 68 – 49                                                             |
| 2003-2004                                     | Finale en aller/retour                                              | THW Kiel (3)                                                        | BM Altea                                                            | 32 – 28, 27 – 19                                                    | 59 – 47                                                             |
| 2004-2005                                     | Finale en aller/retour                                              | TUSEM Essen                                                         | SC Magdebourg                                                       | 22 – 30, 31 – 22                                                    | 53 – 52                                                             |
| 2005-2006                                     | Finale en aller/retour                                              | TBV Lemgo                                                           | Frisch Auf Göppingen                                                | 30 – 29, 25 – 22                                                    | 55 – 51                                                             |
| 2006-2007                                     | Finale en aller/retour                                              | SC Magdebourg (3)                                                   | BM Aragon                                                           | 30 – 30, 31 – 28                                                    | 61 – 58                                                             |
| 2007-2008                                     | Finale en aller/retour                                              | HSG Nordhorn                                                        | FC Copenhague                                                       | 31 – 27, 29 – 30                                                    | 60 – 57                                                             |
| 2008-2009                                     | Finale en aller/retour                                              | VfL Gummersbach (2)                                                 | Gorenje Velenje                                                     | 29 – 28, 26 – 22                                                    | 55 – 50                                                             |
| 2009-2010                                     | Finale en aller/retour                                              | TBV Lemgo (2)                                                       | Kadetten Schaffhouse                                                | 28 – 30, 24 – 18                                                    | 52 – 48                                                             |
| 2010-2011                                     | Finale en aller/retour                                              | Frisch Auf Göppingen                                                | TV Großwallstadt                                                    | 23 – 21, 30 – 26                                                    | 53 – 47                                                             |
| 2011-2012                                     | Finale en aller/retour                                              | Frisch Auf Göppingen (2)                                            | Dunkerque HGL                                                       | 26 – 26, 34 – 28                                                    | 60 – 54                                                             |
| Coupe de l'EHF - Finale à quatre (final four) |                                                                     |                                                                     |                                                                     |                                                                     |                                                                     |
| 2012-2013                                     | Nantes                                                              | Rhein-Neckar Löwen                                                  | HBC Nantes                                                          | -                                                                   | 26 – 24                                                             |
| 2013-2014                                     | Berlin                                                              | SC Pick Szeged                                                      | Montpellier AHB                                                     | -                                                                   | 29 – 28                                                             |
| 2014-2015                                     | Berlin                                                              | Füchse Berlin                                                       | HSV Hambourg                                                        | -                                                                   | 30 – 27                                                             |
| 2015-2016                                     | Nantes                                                              | Frisch Auf Göppingen (3)                                            | HBC Nantes                                                          | -                                                                   | 32 – 26                                                             |
| 2016-2017                                     | Göppingen                                                           | Frisch Auf Göppingen (4)                                            | Füchse Berlin                                                       | -                                                                   | 30 – 22                                                             |
| 2017-2018                                     | Magdebourg                                                          | Füchse Berlin (2)                                                   | Saint-Raphaël VHB                                                   | -                                                                   | 28 – 25                                                             |
| 2018-2019                                     | Kiel                                                                | THW Kiel (4)                                                        | Füchse Berlin                                                       | -                                                                   | 26 – 22                                                             |
| 2019-2020                                     | Arrêtée en phase de poule en conséquence de la pandémie de Covid-19 | Arrêtée en phase de poule en conséquence de la pandémie de Covid-19 | Arrêtée en phase de poule en conséquence de la pandémie de Covid-19 | Arrêtée en phase de poule en conséquence de la pandémie de Covid-19 | Arrêtée en phase de poule en conséquence de la pandémie de Covid-19 |
| Ligue européenne                              |                                                                     |                                                                     |                                                                     |                                                                     |                                                                     |
| 2020-2021                                     | Mannheim                                                            | SC Magdebourg (4)                                                   | Füchse Berlin                                                       | -                                                                   | 28 – 25                                                             |
| 2021-2022                                     | Lisbonne                                                            | Benfica Lisbonne                                                    | SC Magdebourg                                                       | -                                                                   | 40 – 39ap                                                           |
| 2022-2023                                     | Flensbourg                                                          | Füchse Berlin (3)                                                   | BM Granollers                                                       | -                                                                   | 36 – 31                                                             |
| 2023-2024                                     | Hambourg                                                            | SG Flensburg-Handewitt (2)                                          | Füchse Berlin                                                       | -                                                                   | 36 – 31                                                             |
| 2024-2025                                     | Hambourg                                                            | SG Flensburg-Handewitt (3)                                          | Montpellier Handball                                                | -                                                                   | 32 – 25                                                             |

## Bilan

### Par club
| Rang  | Club                   | Finales gagnées | Finales gagnées        | Finales perdues | Finales perdues        |
| Rang  | Club                   | Nombre          | Années                 | Nombre          | Années                 |
| ----- | ---------------------- | --------------- | ---------------------- | --------------- | ---------------------- |
| 1     | SC Magdebourg          | 4               | 1999, 2001, 2007, 2021 | 2               | 2005, 2022             |
| 2     | Frisch Auf Göppingen   | 4               | 2011, 2012, 2016, 2017 | 1               | 2006                   |
| 3     | THW Kiel               | 4               | 1998, 2002, 2004, 2019 | 0               | -                      |
| 4     | Füchse Berlin          | 3               | 2015, 2018, 2023       | 4               | 2017, 2019, 2021, 2024 |
| 5     | SG Flensburg-Handewitt | 3               | 1997, 2024, 2025       | 2               | 1998, 2000             |
| 6     | BM Granollers          | 2               | 1995, 1996             | 1               | 2023                   |
| 7     | VfL Gummersbach        | 2               | 1982, 2009             | 0               | -                      |
| -     | - HC Minaur Baia Mare  | 2               | 1985, 1988             | 0               | -                      |
| -     | TBV Lemgo              | 2               | 2006, 2010             | 0               | -                      |
| 10    | - ZTR Zaporijjia       | 1               | 1983                   | 1               | 1985                   |
| -     | TV Großwallstadt       | 1               | 1984                   | 1               | 2011                   |
| -     | - Granitas Kaunas      | 1               | 1987                   | 1               | 1988                   |
| -     | RK Metković            | 1               | 2000                   | 1               | 2001                   |
| -     | FC Barcelone           | 1               | 2003                   | 1               | 2002                   |
| 15    | Raba Vasas ETO Győr    | 1               | 1986                   | 0               | -                      |
| -     | TuRU Düsseldorf        | 1               | 1989                   | 0               | -                      |
| -     | - SKIF Krasnodar       | 1               | 1990                   | 0               | -                      |
| -     | - RK Borac Banja Luka  | 1               | 1991                   | 0               | -                      |
| -     | SG Wallau-Massenheim   | 1               | 1992                   | 0               | -                      |
| -     | CB Cantabria           | 1               | 1993                   | 0               | -                      |
| -     | CBM Alzira Avidesa     | 1               | 1994                   | 0               | -                      |
| -     | TUSEM Essen            | 1               | 2005                   | 0               | -                      |
| -     | HSG Nordhorn           | 1               | 2008                   | 0               | -                      |
| -     | Rhein-Neckar Löwen     | 1               | 2013                   | 0               | -                      |
| -     | SC Pick Szeged         | 1               | 2014                   | 0               | -                      |
| -     | Benfica Lisbonne       | 1               | 2022                   | 0               | -                      |
| 26    | HBC Nantes             | 0               | -                      | 2               | 2013, 2016             |
| -     | Montpellier Handball   | 0               | -                      | 2               | 2014, 2025             |
| 28    | 24 clubs               | 0               | -                      | 1               | -                      |
| /     | Annulée                | 1               | 2020                   | 1               | 2020                   |
| Total | Total                  | 44              | 1982-2025              | -               | -                      |

### Par pays
| Rang  | Nation               | Finales | Finales | Finales |
| Rang  | Nation               | Gagnées | Perdues | Total   |
| ----- | -------------------- | ------- | ------- | ------- |
| 1     | Allemagne            | 28      | 12      | 40      |
| 2     | Espagne              | 5       | 7       | 18      |
| 3     | - Roumanie           | 2       | 0       | 2       |
| -     | Hongrie              | 2       | 0       | 2       |
| 5     | - Russie             | 1       | 3       | 4       |
| 6     | - Ukraine            | 1       | 2       | 3       |
| 7     | - Bosnie-Herzégovine | 1       | 1       | 2       |
| -     | Croatie              | 1       | 1       | 2       |
| -     | - Lituanie           | 1       | 1       | 2       |
| 10    | Portugal             | 1       | 0       | 1       |
| 11    | France               | 0       | 6       | 6       |
| 12    | Danemark             | 0       | 3       | 3       |
| 13    | Autriche             | 0       | 1       | 1       |
| -     | - Biélorussie        | 0       | 1       | 1       |
| -     | Serbie               | 0       | 1       | 1       |
| -     | Slovénie             | 0       | 1       | 1       |
| -     | Suède                | 0       | 1       | 1       |
| -     | Suisse               | 0       | 1       | 1       |
| /     | Annulée              | 1       | 1       | 2       |
| Total | Total                | 44      | 44      | 88      |

## Statistiques
- Nombre de participations à une finale
  - Plus grand nombre de participations à une finale : 7  Füchse Berlin
  - Plus grand nombre de participation consécutives à une finale : 4  Füchse Berlin de 2017 et 2021[3]
- Nombre de victoires en finale
  - Plus grand nombre de victoires en finale : 4  Frisch Auf Göppingen,  THW Kiel et  SC Magdebourg
  - Plus grand nombre de victoires consécutives : 2  BM Granollers (1995 et 1996),  Frisch Auf Göppingen (2011 et 2012 puis 2016 et 2017),  SG Flensburg-Handewitt (2024 et 2025)
- Nombre de défaites en finale
  - Plus grand nombre de défaites en finale : 4  Füchse Berlin
  - Plus grand nombre de défaites consécutives en finale : 2  Füchse Berlin de 2019 et 2021[3]
  - Plus grand nombre de défaites consécutives en finale pour un pays : 3  France (2012 à 2014)
- Clubs ayant gagné une finale sans jamais en avoir perdu :
  -  THW Kiel (4 victoires)
  -  HC Minaur Baia Mare (2 victoires)
  -  BM Granollers (2 victoires)
  -  VfL Gummersbach (2 victoires)
  -  TBV Lemgo (2 victoires)
  -  CBM Alzira Avidesa
  -  -  RK Borac Banja Luka
  -  CB Cantabria
  -  TuRU Düsseldorf
  -  TUSEM Essen
  -  Raba Vasas ETO Győr
  -  -  SKIF Krasnodar
  -  HSG Nordhorn
  -  SG Wallau-Massenheim
  -  SC Pick Szeged
- Clubs ayant perdu en finale sans jamais en avoir gagné :
  - 2 finales perdues :  HBC Nantes (2013 et 2016) et  Montpellier Handball (2014 et 2025)
- Finales ayant opposées 2 clubs d'un même pays :
  -  TuRU Düsseldorf -  ASK Vorwärts Francfort/Oder en 1989
  -  THW Kiel -  SG Flensburg-Handewitt en 1998
  -  TUSEM Essen -  SC Magdebourg en 2005
  -  TBV Lemgo -  Frisch Auf Göppingen en 2006
  -  Frisch Auf Göppingen -  TV Großwallstadt en 2011
  -  Füchse Berlin -  HSV Hambourg en 2015
  -  Frisch Auf Göppingen -  Füchse Berlin en 2017
  -  THW Kiel -  Füchse Berlin en 2019
  -  SC Magdebourg -  Füchse Berlin en 2021
  -  SG Flensburg-Handewitt -  Füchse Berlin en 2024
- Aucune ville n'a été représentée en finale par plusieurs clubs différents.